# Cuțitul măcelarului nu știe de plânsul mielului
„The Butcher's Knife Cares Not for the Lamb's Cry” este al patrulea episod al serialului TV științifico-fantastic Star Trek: Discovery care are  loc în anul 2256.  A avut premiera  pe CBS la 8 octombrie 2017.

## Producție
Titlul episodului și un scurt rezumat au fost dezvăluite de către Paramount Television la 16 septembrie 2017, împreună cu un teaser trailer.